# Tselakai Dezza, Utah
Tselakai Dezza, Utah (енгл. Tselakai Dezza) насељено је место без административног статуса у америчкој савезној држави Јута.

## Демографија
По попису из 2010. године број становника је 109, што је 6 (5,8%) становника више него 2000. године.
| Група             | 2000.    | 2010.    |
| Белци             | 1 (1,0%) | 0 (0,0%) |
| Афроамериканци    | 0 (0,0%) | 0 (0,0%) |
| Азијати           | 0 (0,0%) | 0 (0,0%) |
| Хиспаноамериканци | 0 (0,0%) | 2 (1,8%) |
| Укупно            | 103      | 109      |